# Voivodia de Smoleńsk
A voivodia de Smoleńsk ou Esmolensco (polonês: Województwo smoleńskie) foi uma unidade de divisão administrativa e governo local no Grão-Ducado da Lituânia (República das Duas Nações) desde o século XV até as partições da Polônia em 1795. Durante todo esse tempo seu território não esteve exclusivamente sob o controle da Polônia. Passou para o domínio da Lituânia em 1514, foi retomada pela República das Duas Nações em 1611 (confirmada pela Trégua de Deulino em 1618) e novamente perdida em 1654 (de acordo com o Tratado de Andrusovo em 1667).
Sede do governo da voivodia (wojewoda):
- Smoleńsk

Voivodas:
- Filip Kazimierz Obuchowicz - algum período do século XVII
- Mikołaj Hlebowicz (m.1632) (1611-1621)
- Aleksander Gosiewski (1625-1639)
- Aleksander Jan Potocki (1712-?)
- Stanisław Potocki (?-1760) (1735-1744)
- Józef Sosnowski (1771-1778)

Divisão administrativa:
- Condado de Smoleńsk (powiat smoleński)  Smoleńsk
- Condado de Starodub (powiat starodubowski) Starodub